# Священническое братство святого Пия V
Священническое братство святого Пия V (лат. Societas Sacerdotalis Sancti Pii Quinti, SSPV) — традиционалистское католическое общество священников, основанное в 1983 году и базирующееся в Ойстер-Бей-Коув, штат Нью-Йорк, США. Общество отделилось от Общества Святого Пия X (SSPX) из-за литургических вопросов.
SSPV считает нерешёнными вопросы легитимности нынешней католической церковной иерархии и возможности того, что Святой Престол не занят (седевакантизм), и что сама SSPV не имеет полномочий для решения этого вопроса, но практически является седевакантистским. Общество возглавляет один из его соучредителей, епископ Кларенс Келли, и названо в честь Папы Пия V, провозгласившего Тридентскую мессу.

## История

### Основание

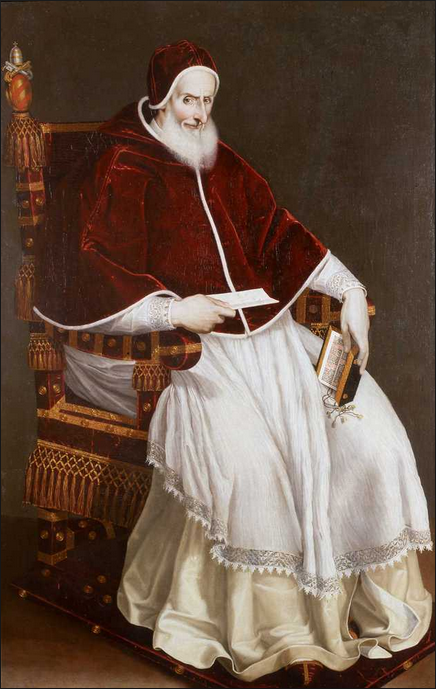
Папа Пий V, в честь которого названо общество

SSPV возникла из Общества Святого Пия X (SSPX), традиционалистской организации, основанной в 1970 году архиепископом Марселем Лефевром. В 1983 году Лефевр исключил из общества четырёх священников (Кларенс Келли, Дэниел Долан, Энтони Секада и Юджин Берри) из Северо-восточного американского округа SSPX, отчасти потому, что они были против его указаний о проведении мессы в соответствии с изданным Папой Иоанном XXIII Римским Миссалом 1962 года. Другой проблемой, приведшей к расколу, был приказ Лефевра о том, что священники Общества должны принимать постановления о недействительности, вынесенные епархиальными брачными судами, и принимать новых членов в группу, которые были рукоположены в священство в соответствии с пересмотренными сакраментальными обрядами Папы Павла VI.
«The Nine» («Девятка»: четыре изгнанных священника плюс пять добровольно покинувших SSPX) отказались принять настойчивость Лефевра в отношении Миссала 1962 года, хотя они знали о его позиции до того, как были рукоположены. По их мнению, это включало в себя отход от литургических традиций церкви (например, вставка имени Святого Иосифа после имени Пресвятой Девы Марии в каноне мессы). По словам нынешнего епископа Дональда Санборна (одного из «девяти» священников), Лефевр навязывал эти литургические и дисциплинарные изменения ввиду примирения с Ватиканом. Более явной причиной была вера Девяти в то, что люди, занимавшие папский престол после смерти Папы Пия XII (ум. в 1958 году), не были законными папами (Канон 1325, № 2, 1917 год), хотя позже Секада заявил, что «…"вопрос о папе" в то время не поднимался и не обсуждался». Они считали, что эти папы официально проповедовали и/или принимали еретические доктрины и, следовательно, потеряли Римский престол или никогда не занимали его (Канон 188, № 4, 1917 год). Как и Общество Святого Пия X, они считали, что существуют новые интерпретации традиционных учений церкви по таким вопросам, как свобода вероисповедания. Один из Девяти, Долан, признался, что, будучи ещё членом SSPX, он уже пришёл к выводу, что престол Петра вакантен.
«Девятка» создала новое общество священников под руководством Келли, их бывшего окружного старшины. Восьми священниками были Томас Зепп, Дональд Санборн, Энтони Секада, Дэниел Долан, Уильям Дженкинс, Юджин Берри, Джозеф Коллинз и Мартин Скиерка. Вскоре после этого к ним присоединились дополнительные священники.

### Расколы
В течение нескольких лет около половины из первых девяти священников SSPV отделились от Келли. Большинство из них образовали открыто седевакантистскую группу «Католическая реставрация» под руководством Долана и Санборна. Позже оба были рукоположены в епископы в епископской линии вьетнамского архиепископа-седевакантиста Пьера Мартена Нго Дин Тука. Другие священники основали независимые пастырства.
Секада заявляет, что это произошло из-за внутреннего недоверия SSPV к централизованной власти, существовавшей в SSPX, что делает последнюю уязвимой для «подрыва одним росчерком пера» Ватикана. В противовес мнению, что независимые общины являются слабостью и чем-то, о чём следует сожалеть, Секада считает, что все такие группы и священники вместе взятые предпочтительнее, чем SSPX, которая продолжает вести переговоры с Римом и использует Миссал 1962 года.

### Епископский сан
19 октября 1993 года Келли был рукоположен во епископа в Карлсбаде, Калифорния, США, епископом Альфредо Мендес-Гонсалесом, отставным епископом Аресибо, Пуэрто-Рико. Епископ Мендес уже публично рукоположил Пола Баумбергера и Джозефа Гринвелла, двух семинаристов SSPV, в священники в 1990 году. О посвящении Келли было объявлено через несколько дней после смерти Мендеса в 1995 году.

## Структура
В настоящее время SSPV имеет пять постоянных монастырей, а его священники обслуживают сеть часовен, церквей и временных мест проведения месс в 14 штатах США (по состоянию на 2023 год). В одной канадской провинции (Альберта) ранее была временная месса, но она была прекращена в 2022 году. Структуры Общества работают только в Северной Америке.

### Ассоциированные религиозные общины
Дочери Марии, Матери нашего Спасителя, — собрание религиозных сестёр, основанное Келли в 1984 году. Материнский дом их прихода и новициат расположены в Раунд-Топ, штат Нью-Йорк, США, в районе гор Катскилл. У сестёр есть еще два дома в Мелвилле, штат Нью-Йорк, и Уайт-Бэр-Лейк, штат Миннесота, где они руководят школами и занимаются другими видами благотворительной деятельности, например, посещают дома престарелых. Нынешняя старшая мать — Мать Мария Боско.
Конгрегация Святого Пия V (CSPV) — это Общество апостольской жизни священников и братьев-помощников, основанное епископом Келли в 1996 году. CSPV была сформирована, чтобы обеспечить каноническую структуру для инкардинации священников и приобщения к религии. Конгрегация управляет семинарией Непорочного Сердца в Раунд-Топ, Нью-Йорк, для своих кандидатов под руководством епископа Джеймса Кэрролла, CSPV. Выпускников семинарии рукополагает епископ Кэрролл, епископ Сантай или епископ Келли. По состоянию на 2022 год в составе CSPV два епископа, одиннадцать священников и пять братьев.